# Ursolivka, Veselînove
Ursolivka (în ucraineană Урсолівка) este un sat în comuna Mîkolaiivka din raionul Veselînove, regiunea Mîkolaiiv, Ucraina.

## Demografie
Componența lingvistică a localității Ursolivka
     Ucraineană (93,53%)
     Rusă (5,76%)
     Alte limbi (0,72%)
Conform recensământului din 2001, majoritatea populației localității Ursolivka era vorbitoare de ucraineană (93,53%), existând în minoritate și vorbitori de rusă (5,76%).